# Sputnik (agence de presse)
Ne doit pas être confondu avec Spoutnik, (classe de satellites artificiels lancés par l'Union soviétique) et autres homonymes .
Sputnik est une agence de presse multimédia internationale lancée officiellement par le gouvernement russe le 10 novembre 2014, au sein de Rossiya Segodnya,, en remplacement de RIA Novosti. Elle est entièrement financée par l’État Russe,. Proposant d'apporter « un regard russe sur l'actualité », elle diffuse dans 30 langues dans 34 pays (mais pas en russe, contrairement à RIA Novosti).
En Occident, Sputnik est majoritairement considérée par les experts et les médias comme un outil de la propagande russe,,,, se livrant à la désinformation.
En France, l'agence est considérée proche de l'extrême droite et complotiste, tandis qu'en Amérique latine, elle a des positions proches de la gauche socialiste, avec des positions pro-Poutine et contre l'Occident.
Dès le 1er mars 2022, dans le contexte de l'invasion de l'Ukraine par la Russie, Sputnik est bannie de l'Union européenne. Le 4 mai 2022, la société est placée en liquidation judiciaire et cesse la production de contenu peu après.

## Organisation et objectifs
L'objectif affiché est de « dire ce qui n'est pas dit », d'apporter « un regard russe sur l'actualité » dans un environnement médiatique international considéré par le pouvoir russe comme une « propagande hostile ». Alléguant un « manque de pluralisme dans le paysage médiatique français », Sputnik annonce vouloir donner « une vision différente », « du journalisme honnête », « post-mainstream ».
Radio Sputnik, se substituant à La Voix de la Russie, est l'élément audio de cette plate-forme et a vocation à être diffusé dans trente langues en 2015, pour un total de plus de 800 heures par jour, couvrant plus de 130 villes et trente-quatre pays en modulation de fréquence, HD Radio, diffusion audionumérique, ainsi que via les téléphones mobiles et l'Internet.
La majeure partie des émissions devrait être produite dans les pays de destination, a annoncé Dmitri Kisselev, responsable de la maison-mère Rossiya Segodnya, nommé par décret par Vladimir Poutine et présentateur sur la chaîne Rossiya, où il a fait plusieurs déclarations contre les homosexuels. Kisselev est considéré en Europe comme « le propagandiste en chef du Kremlin » et est sur la liste noire des personnalités sanctionnées par l'Union européenne. Dans chaque pays concerné, Sputnik a l'intention de constituer un centre multimédia avec une station de radio, un site internet, une agence d'information locale et un centre de presse.

### En français
En France, les canaux d'informations russes créent des chaînes en français : après l'éphémère ProRussia (2012-2014), Sputnik en français, filiale de Rossia Segodnia (agence de presse russe active à l'international, créée en décembre 2013 par un décret de Vladimir Poutine), entre en activité en 2014. RT France, créée en 2017, est une deuxième chaîne d'information russe en français. Newsguard précise que la chaîne ne révèle pas son appartenance au gouvernement russe. Il existe plus d'une trentaine d'autres versions linguistiques de Sputnik.

## Critiques

### Propagande russe
Sputnik est considéré comme un organe de propagande russe par de nombreux médias français, notamment Arrêt sur images ou dans des reportages pour la chaîne Arte.
Pour RFI « être objectif n'est pas une priorité » de Sputnik, « le but est d'influencer ».
Pour François-Bernard Huyghe de l'Institut de relations internationales et stratégiques, Sputnik célèbre « la victoire soviétique en Allemagne, la bonne situation en Russie, les succès de la Russie en Syrie, etc. Il s'agit donc d'une propagande positive qui correspond à une forte adhésion de la population aux thèses gouvernementales ».
En novembre 2016, le Washington Post ayant accusé Sputnik d'avoir amplifié des informations trompeuses sur l'élection américaine pour punir Hillary Clinton et favoriser Donald Trump, Le Monde pointe le rôle similaire de Sputnik News et RT en France, producteurs et promoteurs de nombreuses informations sciemment erronées.
Pour L'Obs / Rue89, le site d'information montre une « orientation très partisane, en faveur du pouvoir russe », titrant « Sputnik, l'arme de propagande russe, arrive en France ». Même avis pour Juliette Obadia des Inrocks, pour qui Sputnik diffuse des articles pro-Kremlin. Selon Tatiana Kastouéva-Jean, chercheuse à l'Ifri spécialiste de la Russie : « La machine à propagande russe a connu une véritable réorganisation depuis la fin de l'année 2013, quand l'agence d'information Rossiya Segodnya (La Russie aujourd'hui) a été créée. [...] Aujourd'hui, la Russie considère très clairement l'information comme un outil de guerre et investit massivement dans ces moyens de communication. »
Dans une conférence de presse commune avec Vladimir Poutine, fin mai 2017, Emmanuel Macron a accusé Russia Today (RT) et Sputnik qui selon lui « ne se sont pas comportés comme des organes de presse et des journalistes, mais comme des organes d'influence, de propagande et de propagande mensongère, ni plus ni moins. Quand des organes de presse répandent des contre-vérités infamantes, ce ne sont plus des journalistes, ce sont des organes d'influence ». Les deux média ont la même rédactrice en chef, Margarita Simonian. Selon Nina Bachkatov, journaliste spécialiste de la Russie, cela s'est produit en deux étapes : « Elle s'est inscrite dans une tendance générale, qui dit qu'un pays moderne doit avoir sa chaîne d'information en continu. Au début, on y voyait des choses plutôt intéressantes, une autre vision de l'actualité, puisque ses équipes se rendaient dans des endroits où nous ne nous rendions pas. Et puis, il y a eu un virage. Ses journalistes se sont transformés en caricatures de présentateurs américains ». Mais selon Nina Bachkatov, « Il ne faut pas tomber dans la caricature non plus, il n'y a pas une ligne directe entre Margarita Simonian et l'État russe [...] Mais les journalistes font du zèle, pensant faire plaisir au pouvoir ». Donc selon Bachkatov le terme a pu surprendre les journalistes de Sputnik qui considèrent être des médias comme les autres car « ce sont surtout des gens qui croient à leur mission, et qui en font trop, comme c'est souvent le cas chez les Russes ». D'après Julien Nocetti, chercheur à l'Institut français des relations internationales (IFRI), les acteurs de Sputnik considèrent comme normal et non infamant que les médias nationaux reflètent le point de vue de leur État.
Pour David Cadier de l'IFRI, c'est depuis les « révolutions de couleur » dans l'espace postsoviétique et leur interprétation faite par Moscou, que l'investissement de la Russie dans les médias participe d'une volonté d'influencer les processus politiques dans les États tiers. Le Kremlin s'appuie à l'étranger sur deux médias qu'il finance, RT et Sputnik, qui « ouvrent leurs antennes, entre autres, à des représentants de partis extrémistes et aux tenants des théories complotistes. S'ils se défendent d'être téléguidés par le pouvoir russe, ces médias n'en propagent pas moins rumeurs, fausses informations et récits stratégiques, dont la très grande majorité va dans le sens de l'agenda de politique étrangère du Kremlin. » Le chercheur considère que « les modalités de coordination de la politique informationnelle du Kremlin et la nature de ses interactions avec RT et Sputnik demeurent opaques. Il est parfois difficile de distinguer de qui relève du reflet médiatique d'une autre vision du monde, et ce qui participe d'une entreprise de désinformation ciblée et organisée au profit d'objectifs spécifiques », et que « l'influence des médias russes Russia Today et Sputnik est ainsi considérée par plusieurs pays européens (France, Suède, Allemagne) comme une source de déstabilisation. »
Selon Newsguard, Sputnik France « relaie de la désinformation et de la propagande en faveur des intérêts de la Russie » sans révéler ses liens avec le gouvernement russe.
L'invasion de l'Ukraine par la Russie en 2022 concrétise les peurs de nombreux détracteurs de la chaîne, qui comme sa « grande sœur » Russia Today s'aligne ouvertement sur la propagande du Kremlin, relayant de manière systématique et sans débat tous les éléments de langage de Vladimir Poutine.

### Désinformation
En 2016, Wilheml Unge, un porte-parole des services de renseignement suédois, reproche à Sputnik de diffuser de la « propagande et de la désinformation ». Pour un expert de la communication travaillant pour la commission européenne, « L'État russe a mis en place un système de désinformation planifié et organisé qui vise à délégitimer l'Union européenne et propager l'idée de pays occidentaux en proie au chaos [...] Les journalistes russes employés dans les chaînes de télévision publiques que nous avons auditionnées ont une conception différence de l'information : ils disent que leur pays est engagé dans une nouvelle guerre froide et que leur travail n'est pas de chercher les faits ». Ainsi, en 2017, Sputnik, reprenant à la va-vite un communiqué alarmiste de la police locale, publie un article sur le « chaos » créé à Hambourg par les manifestations liées au sommet du G20, illustré par une photo prise en réalité à Séoul en 2016, lors des manifestations qui ont mené à la destitution de la présidente coréenne.
De nombreux articles présentent une image apocalyptique de la France avec un surtraitement des moindres violences, notamment à propos de l'affaire Théo et des incidents en banlieue qui y sont liés. Sputnik choisit des titres-chocs comme « La France sodomisée », « Course présidentielle française : le « génocide » des élites politiques ? » ou « Les agressions sexuelles en Europe : nouvelles traditions du réveillon ? »
Sonia Devillers déclare sur France Inter que Sputnik relaierait des « rumeurs parfois extrêmement complotistes ou grossières » avec « des mentions qui précisent bien que la rédaction de Sputnik n'est pas en mesure de vérifier les informations ». Nina Bachkatov interrogée par L'Express constate que les candidatures à l'élection présidentielle de 2017 de Marine Le Pen et de François Fillon, qui ont toutes deux exprimé des positions soutenant la politique étrangère du Kremlin, ont reçu un traitement plus chaleureux que celle d'Emmanuel Macron,. Dans les derniers jours avant le second tour, Sputnik est un des médias mis en cause par l'entourage d'Emmanuel Macron à la suite de la diffusion d'une rumeur sur un compte offshore dissimulé par le candidat aux Bahamas,. Ces accusations sont démenties par Sputnik qui n'a parlé de l'affaire qu'après le dépôt de plainte d'Emmanuel Macron pour divulgation de fausses nouvelles et faux. En 2019, Sputnik publie une fausse déclaration de Marlène Schiappa créée par un compte Twitter parodique se présentant sous le nom de journal de l'Élysée, l'article est retiré au bout de 15 minutes selon Sputnik. Quelques semaines plus tard, l'agence reprend vite l'interprétation largement partagée sur le net d'une vidéo montrant un responsable du club vainqueur de la Coupe de France refusant de serrer la main d'Emmanuel Macron (alors qu'on apprendra plus tard que les deux hommes s'étaient déjà serré la main hors champ).
Pour David Cadier de l'IFRI, cette désinformation n'est pas destinée à permettre à Moscou de « prendre le contrôle d'un pays, ni même influencer directement et spécifiquement ses politiques, mais plutôt semer le doute et la confusion pour inciter à remettre en question la légitimité des institutions démocratiques et des gouvernements en place. » Pour ce faire, ce média fournirait des contenus « clé en main » de nature à alimenter les discours des mouvements critiques des institutions (par exemple d'extrême-droite ou complotistes, comme dit ci-dessous), bien plus qu'une vision du monde cohérente.
Sputnik relaye également la propagande de guerre pro-Russe et pro-Assad concernant le conflit en Syrie. Cela inclut notamment les « propagandes » rejetant la responsabilité du gouvernement syrien dans les attaques chimiques et crimes de guerre contre la population civile, mais également la « propagande » sur les faits d'arme et interventions militaires russes. Sputnik fait intervenir des personnes présentées comme journalistes indépendants mais controversées et soupçonnées de travailler en collaboration avec le gouvernement syrien comme Vanessa Beeley, et Eva Bartlett,, mais également d'autres partisans des thèses complotistes, comme Tim Anderson[réf. nécessaire].
Pour contrer cette influence des médias étatiques russes en Europe, l'Union européenne a créé une équipe de onze spécialistes de la communication qui ont pour charge de mettre en avant les succès de l'UE dans les pays d'Europe de l'Est (Ukraine, Géorgie , Moldavie) et qui exposera la désinformation avec un réseau de bénévoles. Selon le journal La Croix cette organisation apparait toutefois « sans commune mesure » face à la puissance d'un média comme RT, qui dispose d'un budget de 275 millions d'euros annuel.
Newsguard place le site français de Sputniknews parmi les 10 sites francophones de désinformation les plus influents.

### Liens avec l'extrême droite française et la complosphère
La version française a été lancée le 29 janvier 2015, et a rapidement trouvé sa place dans les réseaux sociaux conspirationnistes et d'extrême droite aux côtés de sites comme Égalité et Réconciliation ou « FdeSouche »,.
Pour Nicolas Hénin, « Ce n'est à ce titre pas une surprise que Sputnik soit un énorme pourvoyeur de contenu pour des sites ou des blogs complotistes ou d'extrême-droite, qui le pillent et recopient ses articles. »
Début 2016, Édouard Chanot rejoint Sputnik en tant que journaliste chroniqueur ; il officiait auparavant sur Radio Courtoisie, station de radio associative dirigée à l'époque par Henry de Lesquen, considérée comme la radio « de toutes les droites, en particulier des plus radicales » et déjà proche de la diplomatie russe.
Durant la campagne présidentielle de 2017, l'équipe d'Emmanuel Macron interdit à Sputnik France l'accès de son siège de campagne, ce qui est considéré par le Kremlin comme une discrimination des médias russes. Sputnik envisage par ailleurs une plainte pour des accusations mensongères portées à son encontre par Emmanuel Macron. Ce dernier s'est plaint publiquement de Sputnik lors de la visite officielle de Vladimir Poutine. Pour Nina Bachkatov, comparé à RT, Sputnik qui déclare sur son site « dévoile(r) ce dont les autres ne parlent pas » est « plus centré sur la viralité de ses articles. Son objectif est d'être repris par des sites plus traditionnels ». À l'identique des sites conspirationnistes, qui ne font pas de l'audience directement mais essayent « d'être cités par les grands médias - en bien ou en mal, peu leur importe » selon L'Express.
Selon la spécialiste de la Russie Anne Nivat analysant les médias pro-russes Sputnik et RT, « les Russes veulent incarner l'alternative dans chaque pays où ils s'implantent et en France, l'alternative selon eux c'est de relayer les thèses de la droite dure. »

## Influence
Le site web de Sputnik a une portée qui resterait limitée d'après un article de L'Express publié en juin 2017 : il ne compte que 340 000 abonnés sur Facebook et Twitter. Le site revendique un doublement de son trafic entre juin 2015 et mars 2017. En 2014, la BBC s'inquiétait de « perdre la guerre de l'information » face à l'audience grandissante de Sputnik et des autres médias internationaux russes.
Les taux d'audience de Sputnik restent faibles en Europe et, paradoxalement, les initiatives visant à dénoncer ses pratiques contribuent parfois à lui faire de la publicité. Les activités sur les réseaux sociaux sont, elles, plus importantes et encore moins aisément attribuables, car la diffusion de fausses informations diffusées par Sputnik est amplifiée via les réseaux sociaux : des bots multiplient automatiquement leur partage et des trolls appuient les commentaires. Il est donc difficile de mesurer les effets et l'influence réelle de cette désinformation.

## Mesures de rétorsion
En octobre 2017, Twitter annonce ne plus accepter les publicités de RT et de Sputnik sur son réseau, et en novembre, Google décide de déclasser Sputnik dans ses algorithmes de façon à rendre le média plus difficile d'accès pour les internautes, en réponse aux  accusations d'ingérence du gouvernement russe dans l'élection présidentielle américaine de 2016.
Thierry Breton, commissaire européen au Marché intérieur, annonce que le bannissement de Russia Today et Sputnik de toute l'Union européenne s'appliquerait dès le 1er mars 2022 et précise que « l'objectif de ces mesures est évidemment de restreindre l'accès des deux grands organes de propagande russe »,.